# Lakshmi
Lakshmi (devanagari लक्ष्मी lakṣmī) er gudinde for rigdom, lys, visdom og held inden for hinduisme.
Hun ses desuden afbildet i jainistiske og buddhistiske templer.
Narayani (devanagari नारायणि) er et andet navn for Lakshmi, som betyder "Vishnus hustru".
Indenfor Vaishnavismen er hun moder til universet og Vishnus Shakti.
Hun er mor til Kama.